# Grèzes, Dordogne
Grèzes är en kommun i departementet Dordogne i regionen Nouvelle-Aquitaine i sydvästra Frankrike. Kommunen ligger i kantonen Terrasson-Lavilledieu som tillhör arrondissementet Sarlat-la-Canéda. År 2018 hade Grèzes 202 invånare.

## Befolkningsutveckling
Antalet invånare i kommunen Grèzes
Referens:INSEE